# H.P. Hjerl Hansen
Hans Peter Hjerl Hansen (født 27. april 1870 i Asperup Sogn på Fyn, død 23. november 1946 på Frederiksberg) var en dansk forretningsmand og finansminister under Påskekrisen. Han var fader til teologen Børge Hjerl-Hansen og erhvervsmanden Finn Hjerl-Hansen.
H.P. Hjerl Hansen var søn af landmand Jørgen Hansen og hustru Karen f. Jeppesen. Efter endt skolegang fik han ansættelse i smøreksportfirmaet E.F. Esmann i Odense, indledningsvist med beskedne opgaver som at løbe ærinder og bestyre frimærkekassen, men avancerede hastigt, således at han allerede som 20-årig blev prokurist i 1890 og bestyrer af en ny filial i København fra 1895.:12 To år efter blev han medejer af firmaet, hvis hovedsæde samtidig blev overført til København. Hjerl Hansen fik producenterne til at forbedre kvalieten af smørret ved varmebehandling og syrning af fløden.:13
E.F. Esmann ekspanderede i de følgende år, hvor virksomheden kunne etablere filialer i det vestlige Sibirien med det formål at eksportere sibirisk smør til Danmark. Hjerl Hansen var nøglepersonen i denne udvidelse, der bibragte ham et ry som en af tidens dygtigste forretningsmænd, og han blev i 1904 direktør for A/S Det sibiriske Kompagni, der samlede aktiviteterne. Kompagniet ekspanderede voldsomt og havde i 1916-17 40 filialer og 1.500 mejerier med 12.000 tilknyttede bønder.:15 I 1916 tog han initiativ til oprettelse af Det almindelige Handelskompagni med det formål at drive handel med alle mulige produkter over det meste af kloden. Det åbnede filialer på talrige europæiske og oversøiske pladser.
I foråret 1920 indtrådte han ganske uventet for offentligheden som finansminister (uden for partierne) i Otto Liebes kortvarige regering i kølvandet på Påskekrisen.
Midt i 1920-erne bevægede E.F. Esmann sig ind på konservesmarkedet med varemærket Plumrose.:19 Under depressionen 1929-20 blev begge kompagnier likvideret, og Hjerl Hansen overtog personligt resterne af de sibirske aktiviteter.
Han var formand i bestyrelsen for The Anglo Continental Produce Company Ltd., London, for A/S ATLAS, medlem af Grosserersocietetets komité 1914-22, medlem af bestyrelsen for Kjøbenhavns Handelsbank, A/S Carl Lunds Fabrikker, Plantageselskabet Steen Blicher og Orientalsk Samfund, medlem af rådet for Det Kongelige Danske Geografiske Selskab og af repræsentantskabet for Det kongelige oktroyerede Brandassurance-Kompagni, Hon. Fellow of the Institute for Certified Grocers, London, medlem af den danske regeringsdelegation i Moskva 1923, medlem af Kommissionen til behandling af danske erstatningskrav mod Rusland og af Kommissionen for omordning af Danmarks diplomatiske og konsulære repræsentation samt af Udenrigsministeriet 1920. Han blev Ridder af Dannebrog 1920, Dannebrogsmand 1929 og Kommandør 1946.
Han blev gift 1897 med Karen Margrethe f. Müller, datter af oberst Christian Müller og hustru Sofie f. Schwartz. Familienavnet Hjerl kom til i 1905 efter at en ændring af navneloven havde gjort dette muligt.:16 Parret fik fem børn.:16 Ægteparret er begravet på Vestre Kirkegård.
Hans Peter Hjerl Hansen købte i 1910 områderne ved Hjerl Hede, som blev opkaldt efter ham, med henblik på tilplantning.:21 Planerne om tilplantning blev begrænset til under en tredjedel af arealet, da Hjerl Hansen erkendte, at heden som kulturlandskab var i færd med af forsvinde. Fra 1915 indgik området i den da stiftede Hjerl-Fonden.:22 Han flyttede i 1930 Danmarks ældste bondegård, Vinkelgården fra Vinkel ved Viborg, dertil, og lagde dermed grunden til Frilandsmuseet Hjerl Hede. Det åbnede i 1932 og blev drevet af Hjerl-Fonden frem til 1979, hvor det blev et statsanerkendt kulturhistorisk specialmuseum. I 2012 fusionerede Frilandsmuseet Hjerl Hede med Holstebro Museum og Strandingsmuseum St. George, og museumsfusionen fik navnet De Kulturhistoriske Museer i Holstebro Kommune, der har status af statsanerkendt museum.